# The New Day
 (juillet 2021).
Pour le quotidien britannique, voir The New Day.
Palmarès
2 fois Champion de la WWE (Kofi Kingston et Big E)
4 fois Champions par équipes de Raw (record du plus long règne)
7 fois Champions par équipes de SmackDown
1 fois Champions par équipes de NXT
The New Day est une équipe de catcheurs Heel composée de Kofi Kingston et Xavier Woods. Le duo travaille actuellement à la World Wrestling Entertainment, dans la division Raw, où ils sont les actuels champions du monde par équipes.
Devenus l'une des équipes les plus emblématiques de l'histoire de la WWE, ils sont 7 fois champions par équipes de SmackDown, 4 fois champions par équipes de Raw et 1 fois champions par équipes de NXT. De ce fait, avec 12 titres par équipe remportés, il s'agit de l'équipe la plus titrée de l'histoire de la WWE (ayant dépassé le record détenu par les Dudley Boyz et les Hardy Boyz avec 9 titres).
Par ailleurs, ils détiennent le record de longévité des titres par équipe de Raw avec 484 jours, ainsi que le record du nombre de règnes en tant que champions par équipe de SmackDown avec 7 règnes.

## Histoire du groupe

### World Wrestling Entertainment (2014-...)

#### Formation du groupe (2014)
Le 21 juillet 2014 à Raw, Kofi Kingston et Big E perdent face à Ryback et Curtis Axel. Après le combat, Xavier Woods fait son apparition et annonce vouloir se joindre aux deux catcheurs. Le 22 juillet lors de WWE Main Event, le nouveau trio fait ses débuts en battant Heath Slater et Titus O'Neil.
Le 14 décembre lors du pré-show à TLC, Kofi Kingston et Big E battent Goldust et Stardust.

#### Doubles champions par équipe de la WWE (2015-2016)

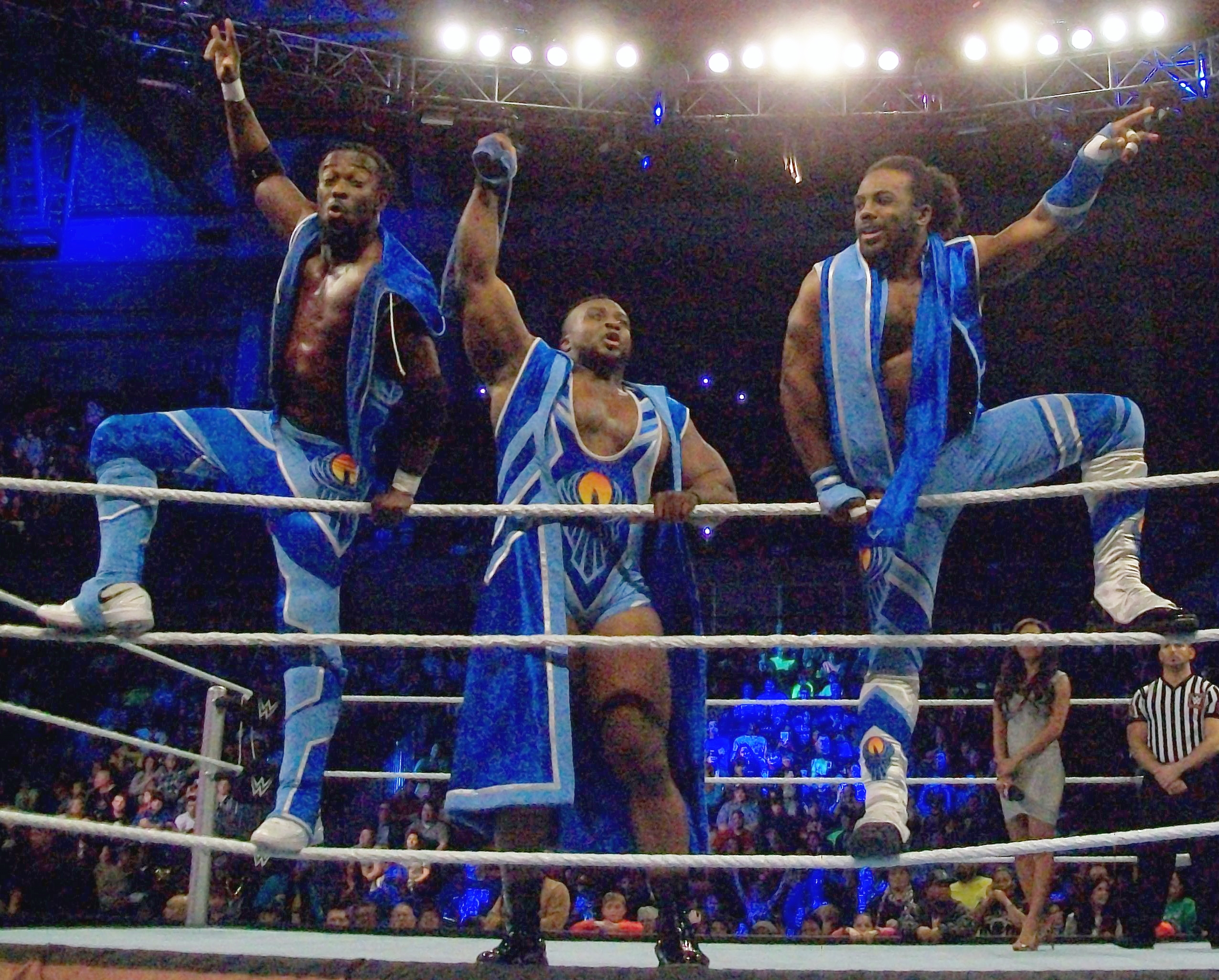
The New Day apparaissant dans leurs tenues bleues originales à Main Event en janvier 2015

Le 25 janvier 2015 au Royal Rumble, ils entrent dans le Royal Rumble masculin en 17e et 20e positions, mais se font éliminer par Rusev.
Le 6 avril à Raw, ils perdent face aux Lucha Dragons. Après le combat, ils effectuent un Heel Turn en attaquant leurs adversaires. Le 26 avril à Extreme Rules, Kofi Kingston et Big E deviennent les nouveaux champions par équipe de la WWE en battant Cesaro et Tyson Kidd, remportant les titres pour la première fois de leurs carrières. Le 17 mai à Payback, ils conservent leurs titres en battant leurs mêmes adversaires. Le 31 mai à Elimination Chamber, ils conservent leurs titres en battant The Ascension, The Prime Time Players, The Lucha Dragons, Los Matadores, Cesaro et Tyson Kidd dans un Elimination Chamber Match. Le 14 juin à Money in the Bank, Xavier Woods et Big E perdent face aux Prime Time Players, ne conservant pas leurs titres. 
Le 19 juillet à Battleground, Kofi Kingston et Big E ne remportent pas les titres par équipe de la WWE, battus par les Prime Time Players. Le 23 août à SummerSlam, ils redeviennent champions par équipe de la WWE en battant les Prime Time Players, les Lucha Dragons et Los Matadores dans un Fatal 4-Way Tag Team Match, remportant les titres pour la seconde fois. Le 20 septembre à Night of Champions, ils perdent face aux Dudley Boyz par disqualification, à la suite d'une intervention extérieure de Xavier Woods, mais conservent leurs titres.
Le 24 janvier 2016 au Royal Rumble, ils conservent leurs titres en battant les Usos. Le 12 mars à Roadblock, ils effectuent un Face Turn et conservent leurs titres en battant League of Nations (Sheamus et King Barrett). 
Le 3 avril à WrestleMania 32, ils perdent face à Legue of Nations (Sheamus, Rusev et Alberto Del Rio) dans un 6-Man Tag Team Match. Le 22 mai à Extreme Rules, ils conservent leurs titres en battant The Vaudevillains (Aiden English et Simon Gotch). Le 19 juin à Money in the Bank, ils conservent leurs titres en battant The Vaudevillains, Enzo Amore, Big Cass et les Good Brothers dans un Fatal 4-Way Tag Team Match. 
Le 24 juillet à Battleground, ils perdent face à la Wyatt Family dans un 6-Man Tag Team Match. Le 21 août à SummerSlam, ils perdent face aux Good Brothers par disqualification, mais conservent leurs titres. Le 25 septembre à Clash of Champions, ils conservent leurs titres en battant les Good Brothers.
Le 30 octobre à Hell in a Cell, ils perdent face à The Bar par disqualification, mais conservent leurs titres. Le 20 novembre aux Survivor Series, l'équipe Raw (Enzo Amore, Big Cass, The Bar, les Good Brothers, les Shining Stars et eux) bat celle de SmackDown (Heath Slater, Rhyno, les Usos, les Hype Bros et American Alpha) dans un 10-on-10 Traditional Survivor Series Elimination Tag Team Match. Le 18 décembre à Roadblock: End of the Line, ils perdent face à The Bar, ne conservant pas leurs titres, mettant ainsi fin à un règne de 484 jours.

#### Draft àSmackDown Liveet doubles champions par équipe deSmackDown(2017)
Le 29 janvier 2017 au Royal Rumble, ils entrent dans le Royal Rumble masculin en 14e, 17e et 20e positions, mais se font éliminer par The Bar.
Le 11 avril à SmackDown Live, lors du Draft, le trio est annoncé être officiellement transféré au show bleu.
Le 23 juillet à Battleground, ils deviennent les nouveaux champions par équipe de SmackDown en battant les Usos. Le 20 août lors du pré-show à SummerSlam, ils perdent face aux Usos, ne conservant pas leurs titres. Le 12 septembre à SmackDown Live, ils redeviennent champions par équipe de SmackDown en battant les Usos dans un Street Fight Match. 
Le 8 octobre à Hell in A Cell, ils perdent face aux Usos dans un Hell in a Cell Match, ne conservant pas leurs titres. Le 19 novembre aux Survivor Series, ils perdent face au Shield dans un 6-Man Tag Team Match. Le 17 décembre à Clash of Champions, ils ne remportent pas les titres par équipe de SmackDown, battus par les Usos dans un Fatal 4-Way Tag Team Match, qui inclut également Rusev Day (Rusev et Aiden English), Chad Gable et Shelton Benjamin.

#### Triples champions par équipe deSmackDown(2018)

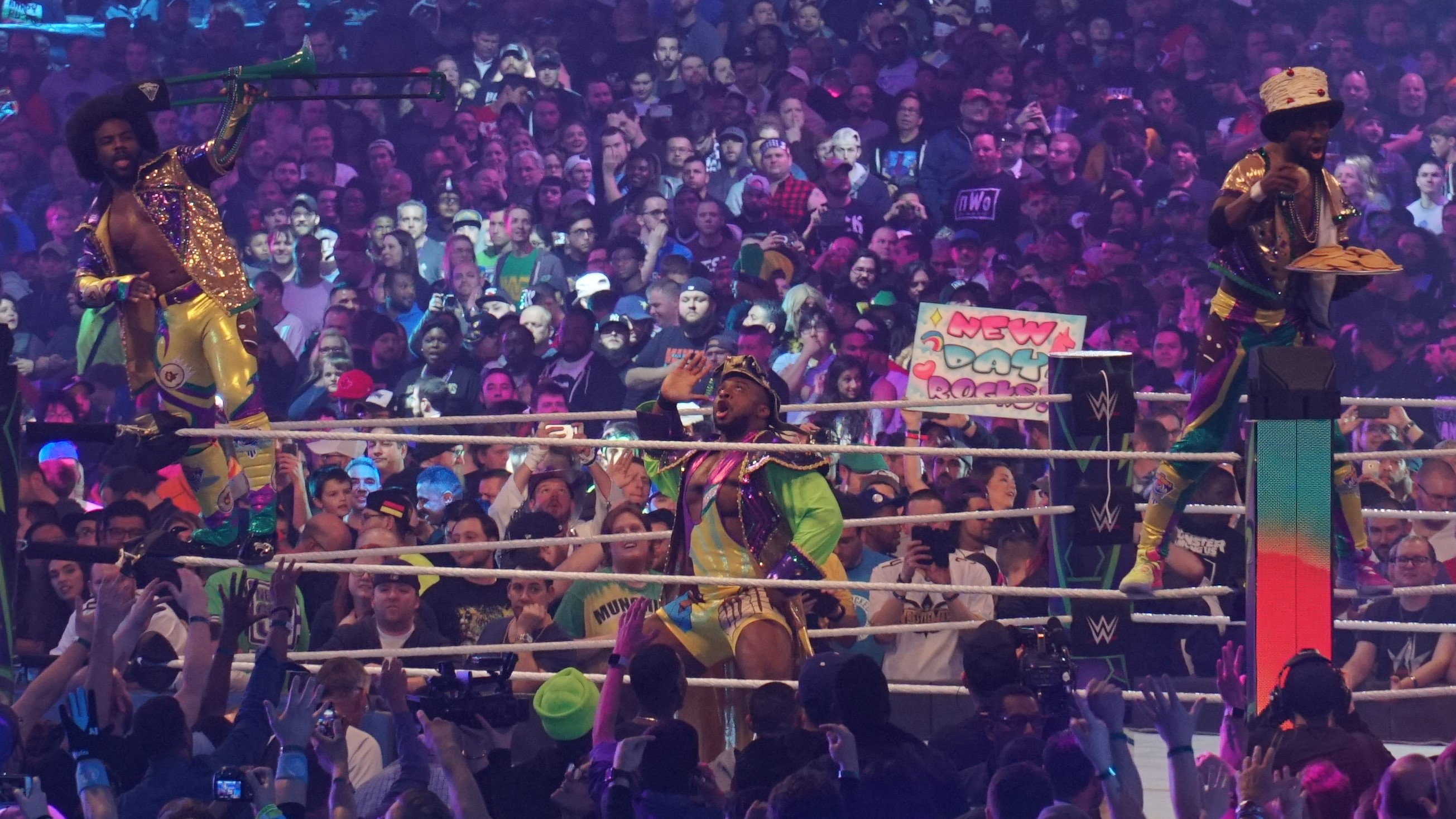
The New Day à WrestleMania 34

Le 28 janvier 2018 au Royal Rumble, ils entrent dans le Royal Rumble masculin en 9e, 12e et 16e position, mais se font éliminer par Jinder Mahal et Andrade "Cien" Almas. Le 11 mars à Fastlane, leur match face aux Usos, pour les titres par équipe de SmackDown, se termine en No Contest, à la suite de l'attaque des Bludgeon Brothers sur les deux équipes. 
Le 8 avril à WrestleMania 34, ils ne remportent pas les titres par équipe de SmackDown, battus par les Bludgeon Brothers dans un Triple Threat Tag Team match, qui inclut également les Usos. Le 27 avril au Greatest Royal Rumble, Xavier Woods entre dans le Royal Rumble Match en 14e position, mais se fait éliminer par Elias. 
Le 15 juillet lors du pré-show à Extreme Rules, ils perdent face à SAnitY dans un Tables match. Le 19 août à SummerSlam, Big E et lui battent The Bludgeon Brothers par disqualification, mais ne remportent pas les titres par équipe de SmackDown. Le 21 août à SmackDown Live, Kofi Kingston et lui deviennent, pour la troisième fois, champions par équipe de SmackDown en battant les Bludgeon Brothers dans un No Disqualification Match.
Le 6 octobre à Super Show-Down, ils conservent leurs titres en battant The Bar. Le 16 octobre à SmackDown Live 1000, Big E et lui perdent face à The Bar, ne conservant pas leurs titres. Le 2 novembre à Crown Jewel, Big E et Kofi Kingston ne remportent pas les titres par équipe de SmackDown, battus par The Bar. Le 18 novembre lors du pré-show aux Survivor Series, l'équipe SmackDown (les Usos, SAnitY, The Club (les Good Brothers), The Colóns, Big E et lui) perd face à celle de Raw (Bobby Roode, Chad Gable, les Revival, la B-Team, Lucha House Party et The Ascension) dans un 10-on-10 Traditional Survivor Series Elimination Tag Team Match.

#### Champion de la WWE et quintuples champions par équipe deSmackDown(2019)
Le 27 janvier 2019 au Royal Rumble, ils entrent dans le Royal Rumble masculin en 5e, 12e et 17e positions, mais se font éliminer par Samoa Joe et Drew McIntyre. Le 17 février à Elimination Chamber, Kofi Kingston ne remporte pas le titre de la WWE, battu par "The New" Daniel Bryan dans un Elimination Chamber Match, qui inclut également AJ Styles, Jeff Hardy, Randy Orton et Samoa Joe. Le 10 mars lors du pré-show à Fastlane, Xavier Woods et Big E battent Rusev et Shinsuke Nakamura. De son côté, Kofi Kingston perd face à The Bar dans un 1-on-2 Handicap Match. Le 26 mars à SmackDown Live, Big E et Xavier Woods gagnent le Tag Team Gauntlet Match en battant successivement Luke Gallows et Karl Anderson, Shinsuke Nakamura et Rusev (accompagné de Lana), The Bar, les Usos (par forfait), "The New" Daniel Bryan et Erick Rowan, permettant ainsi à leur partenaire Kofi Kingston d'obtenir un match pour le titre de la WWE à WrestleMania 35. Après leur victoire, les membres du New Day sont félicités et applaudis par les Superstars Faces du roster.
Le 7 avril à WrestleMania 35, Kofi Kingston devient le nouveau champion de la WWE en battant "The New" Daniel Bryan, remportant le titre pour la première fois de sa carrière. Il devient le 13e Grand Slam Champion de la fédération, ainsi que le premier catcheur né en Afrique à devenir champion de la WWE. Le 12 avril, Big E souffre d'une blessure au ménisque et doit s'absenter pendant deux mois. Le 19 mai à Money in the Bank, Kofi Kingston conserve son titre en battant Kevin Owens. Le 7 juin à Super ShowDown, Kofi Kingston conserve son titre en battant Dolph Ziggler, grâce à une intervention extérieure de Xavier Woods. Le 11 juin à SmackDown Live, Big E effectue son retour de blessure. Ses frères et lui battent Dolph Ziggler, Kevin Owens et Sami Zayn dans un 6-Man Tag Team Match. Le 23 juin à Stomping Grounds, Xavier Woods et Big E perdent face à Kevin Owens et Sami Zayn. Plus tard dans la soirée, Kofi Kingston conserve son titre en battant le même adversaire dans un Steel Cage Match.
Le 14 juillet à Extreme Rules, Xavier Woods et Big E redeviennent champions par équipe de SmackDown, en battant Rowan, "The New" Daniel Bryan et Heavy Machinery dans un Triple Threat Tag Team Match, remportant les titres pour la quatrième fois. De son côté, Kofi Kingston conserve son titre en battant Samoa Joe, puis célèbre, avec ses frères, leur victoire pour les titres par équipe de SmackDown. Le 11 août à SummerSlam, Kofi Kingston et Randy Orton se quittent sur un Double Count Out, mais il conserve son titre. Après le match, il attaque ce dernier avec une chaise et lui porte son Trouble in Paradise. Le 15 septembre à Clash of Champions, Big E et Xavier Woods perdent face aux Revival, ne conservant pas leurs titres. Plus tard dans la soirée, Kofi Kingston conserve son titre en prenant sa revanche sur son adversaire.
Le 4 octobre à SmackDown, Kofi Kingston perd face à Brock Lesnar en moins de 10 secondes, ne conservant pas son titre, mettant ainsi fin à 180 jours de règne. Le 21 octobre lors d'un live event, Xavier Woods se blesse au tendon d'Achille, ce qui l'éloignera des rings pour une durée de 6 mois à un an. Le 8 novembre à SmackDown, Big E et Kofi Kingston redeviennent champions par équipe de SmackDown en battant les Revival, remportant les titres pour la cinquième fois. Le 24 novembre lors du pré-show aux Survivor Series, ils perdent le  Champions vs Champions vs Champions Triple Threat Tag Team Match face aux champions par équipe de Raw, les Viking Raiders, qui inclut également les champions par équipe de la NXT, l'Undisputed Era. Le 15 décembre à TLC, ils conservent leurs titres en battant les Revival dans un Ladder match.

#### Septuples champions par équipe deSmackDownet séparation du trio (2020)
Le 26 janvier 2020 au Royal Rumble, ils entrent dans le Royal Rumble masculin en 6e et 8e position, mais se font tous deux éliminer par Brock Lesnar. Le 27 février à Super ShowDown, ils perdent face à John Morrison et The Miz, ne conservant pas leurs titres. Le 8 mars à Elimination Chamber, ils ne remportent pas les titres par équipe de SmackDown, battus par leurs mêmes adversaires dans un Elimination Chamber Match, qui inclut également les Usos, les Dirty Dawgs, Heavy Machinery et Lucha House Party.
Le 4 avril à WrestleMania 36, Kofi Kingston ne remporte pas les titres par équipe de SmackDown, battu par John Morrison dans un Triple Threat Ladder Match, qui inclut également Jimmy Uso. Le 17 avril à SmackDown, son partenaire Big E permet au New Day de redevenir champions par équipe de SmackDown en battant le Miz et Jey Uso dans un Triple Threat Match, remportant les titres pour la sixième fois. Le 10 mai à Money in the Bank, ils conservent leurs titres en battant Lucha House Party, le Miz, John Morrison et The Forgotten Sons dans un Fatal 4-Way Tag Team Match. 
Le 19 juillet à Extreme Rules, ils perdent face à Cesaro et Shinsuke Nakamura dans un Tables Match, ne conservant pas leurs titres. Le 24 juillet à SmackDown, Kofi Kingston annonce être blessé et encourage Big E à s'illustrer en solo (étant donné ses deux frères ne peuvent pas combattre).
Le 9 octobre à SmackDown, Big E bat Sheamus dans un Falls Count Anywhere Match. Kofi Kingston et Xavier Woods effectuent leurs retours de blessure et redeviennent champions par équipe de SmackDown en battant Cesaro et Shinsuke Nakamura, remportant les titres pour la septième fois. Mais lors du dernier round du Draft, Stephanie McMahon annonce les transferts des champions du show bleu à Raw, tandis que Big E restera seul à SmackDown, ce qui entraîne la séparation du trio.

#### Quadruples champions par équipe deRaw(2020-2021)
3 soirs plus tard à Raw, à la suite du transfert des Street Profits à SmackDown, les deux équipes échangent leurs titres respectifs, Kofi Kingston et Xavier Woods devenant les champions par équipe de Raw pour la troisième fois. Plus tard dans la soirée, ils conservent leurs titres en battant les Dirty Dawgs. Le 22 novembre aux Survivor Series, ils perdent face aux Street Profits dans un Champions vs. Champions Tag Team match. Le 20 décembre à TLC, ils perdent face à Cedric Alexander et Shelton Benjamin, ne conservant pas leurs titres.
Le 31 janvier 2021 au Royal Rumble, Xavier Woods entre dans le Royal Rumble masculin en 9e position, mais se fait éliminer par Mustafa Ali. Le 15 mars à Raw, ils redeviennent champions par équipe de Raw en battant le Hurt Business (Cedric Alexander et Shelton Benjamin), remportant les titres pour la quatrième fois. Après le combat, AJ Styles et Omos les défient pour leurs titres à WrestleMania 37.
Le 10 avril à WrestleMania 37, ils perdent face à AJ Styles et Omos, ne conservant pas leurs titres.
Le 18 juillet à Money in the Bank, Kofi Kingston ne remporte pas le titre de la WWE, battu par Bobby Lashley par soumission.

#### Retour du trio, Big E Champion de la WWE, Xavier Woods King of the Ring et champions par équipe de laNXT(2021-2023)
Le 13 septembre à Raw, Big E utilise sa mallette sur Bobby Lashley qui venait de conserver sa ceinture contre Randy Orton, devient le nouveau champion de la WWE en le battant et remporte le titre pour la première fois de sa carrière. Après sa victoire, il est félicité par ses deux compères, ce qui marque le retour du trio. Le 26 septembre à Extreme Rules, ils battent AJ Styles, Bobby Lashley et Omos dans un 6-Man Tag Team match.
Le 1er octobre à SmackDown, lors du Draft, Big E est annoncé être officiellement transféré au show rouge, alors que de leur côté, Kofi Kingston et Xavier Woods sont annoncés être officiellement transférés au show bleu par Sonya Deville, ce qui entraîne, une nouvelle fois, la séparation du trio. Le 21 octobre à Crown Jewel, Xavier Woods devient le troisième King of the Ring en battant Finn Bálor en finale du tournoi.
Le 1er janvier 2022 à Day 1, Kofi Kingston et King Woods ne remportent pas les titres par équipes de SmackDown, battus par les Usos. Le 13 janvier,  King Woods se blesse au muscle plantaire du mollet et doit s'absenter pour une durée indéterminée. Le 29 janvier au Royal Rumble, Kofi Kingston et Big E entrent respectivement dans le Men's Royal Rumble match en 24e et 26e positions, mais se font éliminer par Kevin Owens et RK-Bro (Randy Orton et Riddle). Le jour même, Big E est transféré à SmackDown, ce qui marque son retour dans le trio. Le 11 mars, Big E souffre d'une blessure à la nuque et doit s'absenter pendant une durée indéterminée. Le 25 mars à SmackDown, Xavier Woods fait son retour de blessure et bat Ridge Holland.
Le 3 avril à WrestleMania 38, Kofi Kingston et lui perdent face aux Brawling Brutes (Sheamus et Ridge Holland).
Le 10 décembre à NXT Deadline, ils deviennent les nouveaux champions par équipes de NXT en battant Pretty Deadly (Kit Wilson et Elton Prince), remportant les titres pour la première fois de leurs carrières.
Le 28 janvier 2023 au Royal Rumble, ils entrent respectivement dans le Men's Royal Rumble match en 4e et 6e positions, mais se font éliminer par Gunther. Le 4 février à NXT Vengeance Day, ils ne conservent pas leurs ceintures, battus par Gallus (Mark Coffey et Wolfgang) dans un Fatal 4-Way Tag Team match qui inclut également Pretty Deadly et Chase U (Andre Chase et Duke Hudson). Le 5 mars, Kofi Kingston souffre d'une blessure au bras et doit s'absenter pendant 5 mois.

#### Retour àRaw, départ de Big E et quintuples champions du monde (2023-...)
Le 1er mai à Raw, lors du Draft, ils sont annoncés être officiellement transférés au show rouge par Shawn Michaels.
Le 7 août à Raw, Kofi Kingston fait son retour de blessure après 5 mois d'absence aux côtés de Xavier Woods et ensemble, les deux catcheurs battent les Viking Raiders.
Le 27 janvier 2024 au Royal Rumble, Kofi Kingston entre dans le Men's Royal Rumble match en 17e position, élimine Ludwig Kaiser avant d'être lui-même éliminé par Gunther.
Le 6 avril à WrestleMania XL, les deux catcheurs ne remportent pas les titres par équipes de Raw et SmackDown, battus par Awesome Truth (The Miz et R-Truth) et A-Town Down Under (Austin Theory et Grayson Waller) dans un 6-Pack Tag Team Ladder match qui inclut également The Judgment Day (Damian Priest et Finn Bálor), #DIY (Johnny Gargano et Tommaso Ciampa) et New Catch Republic (Pete Dunne et Tyler Bate).
Le 2 décembre à Raw, pendant la célébration de leur décennie d'existence, Big E fait son retour et, dans l'attente d'avoir le feu vert pour revenir sur le ring, propose à ses deux frères de devenir leur manager, mais ils effectuent un Heel Turn, car ils refusent son offre, l'excluent du groupe et ne forment désormais qu'un duo.
Le 19 avril 2025 à WrestleMania 41, ils redeviennent champions du monde par équipes, pour la cinquième fois, en rebattant les War Raiders.

## Membres du groupe
| Identité      | Arrivée                                           | Départ                                           | Notes |
| ------------- | ------------------------------------------------- | ------------------------------------------------ | --- |
| Big E         | 21 juillet 2014 13 septembre 2021 28 janvier 2022 | 16 octobre 2020 1er octobre 2021 2 décembre 2024 | 1 fois Champion de la WWE 2 fois Champion par équipes de Raw 6 fois Champion par équipes de SmackDown                                         |
| Kofi Kingston | 21 juillet 2014                                   |                                                  | 1 fois Champion de la WWE 4 fois Champion par équipes de Raw 7 fois Champion par équipes de SmackDown 1 fois Champion par équipes de NXT      |
| Xavier Woods  | 21 juillet 2014                                   |                                                  | 4 fois Champion par équipes de Raw 7 fois Champion par équipes de SmackDown 1 fois King of the Ring (2021) 1 fois Champion par équipes de NXT |

## Palmarès
Cette section présente les championnats et les récompenses remportés par le groupe durant sa période d'activité.

### Championnats remportés
- World Wrestling Entertainment
  - 2 fois champion de la WWE
    - Kofi Kingston (1)
    - Big E (1)

  - 7 fois champions par équipe de SmackDown
    - Big E, Kofi Kingston et Xavier Woods (6)
    - Kofi Kingston et Xavier Woods (1)

  - 4 fois champions par équipe de Raw
    - Big E, Kofi Kingston et Xavier Woods (2)
    - Kofi Kingston et Xavier Woods (2)

  - 1 fois champions par équipe de la NXT
    - Kofi Kingston et Xavier Woods (1) 1 fois King of the Ring (2021) - Xavier Woods

  - 1 fois M. Money in the Bank (2021) - Big E
  - Vainqueurs du Elimination Chamber (2015) - Big E et Kofi Kingston
  - 30e Grand Slam Champion de la WWE - Kofi Kingston
  - 13e Triple Crown Champion de la WWE - Kofi Kingston
  - 34e Triple Crown Champion de la WWE - Big E
  - 3e Triple Crown Champion par équipe de la WWE - Kofi Kingston et Xavier Woods
  - WWE Years-End Awards (2 fois)
    - Équipe masculin de l'année (2019)
    - Moment de l'année (2019) - Kofi Kingston remporte le Championnat de la WWE à WrestleMania 35
- Pro Wrestling Illustrated
  - PWI Équipe de l'année 2015 et 2016
  - 4e Équipe classée au PWI en 2018 et 2019
  - 8e Équipe classée au PWI en 2020[105]

## Filmographie
- 2016 : Countdown de John Stockwell : eux-mêmes
- 2021 (film diffusé sur Netflix) : Escape the Undertaker (en), de Ben Simms. Le film produit par Netflix Interactive suit les New Day (Kofi Kingston, Big E et Xavier Woods) alors qu’ils tentent de survivre dans un manoir hanté, hanté par The Undertaker afin de revendiquer le pouvoir de sa célèbre urne[106],[107].